# Josef Heinrich Darchinger
Josef „Jupp“ Heinrich Darchinger (* 6. August 1925 in Bonn; † 28. Juli 2013 ebenda) war ein deutscher Fotojournalist.

## Leben
Nach der Volksschule absolvierte Darchinger eine Landwirtschaftslehre. Im Zweiten Weltkrieg wurde er 1942 nach seinem 17. Geburtstag zum Reichsarbeitsdienst eingezogen, ein Jahr später folgte die Einberufung zur Wehrmacht. Hier nahm er als Angehöriger der Leibstandarte SS Adolf Hitler an der Ardennenoffensive teil.
Nach mehreren schweren Verwundungen geriet er 1945 zunächst in amerikanische, dann in französische Kriegsgefangenschaft, aus der er Ende 1947 floh und in seinen Heimatort Bonn-Endenich zurückkehrte.  Dort ließ er sich zum Fotolaboranten umschulen und eignete sich autodidaktisch Kenntnisse als Fotograf an.

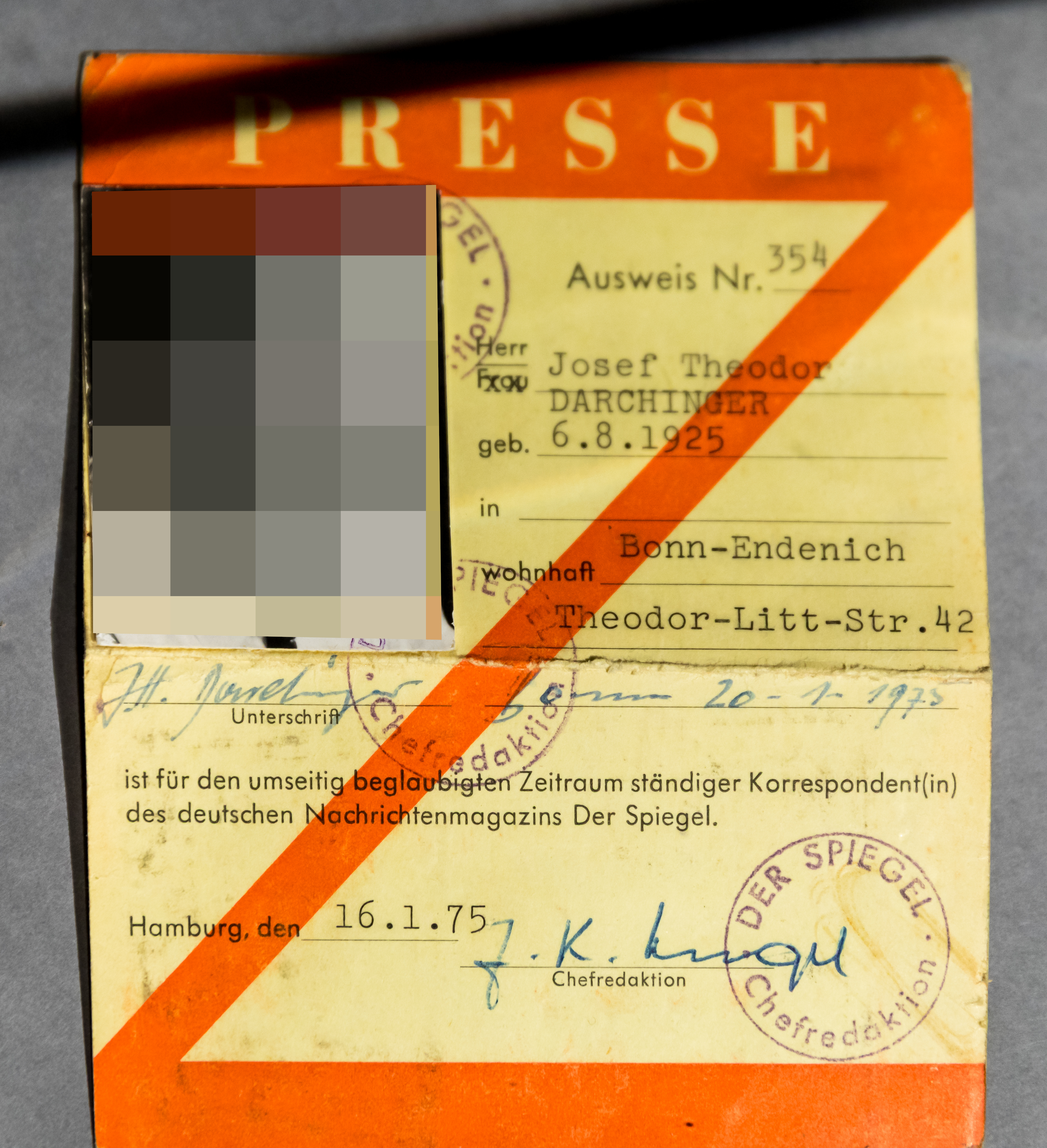
Presseausweis vom Verlag Der Spiegel, 1975

1948 heiratete er in Bonn seine Arbeitskollegin Ruth; 1949 kaufte er sich seine erste Kamera, eine Leica IIIc mit drei Objektiven gebraucht von einem Kriegsberichterstatter der Wehrmacht. Drei Jahre später begann er seine Karriere als selbständiger Fotojournalist, zunächst für Publikationen der SPD und der Gewerkschaften. Der SPD trat er im selben Jahr bei. Mit ihr arbeitete er nach einer Fotodokumentation über das Begräbnis ihres Parteivorsitzenden Kurt Schumacher über viele Jahre in fotografischen Dingen zusammen.
Mitte der 1960er Jahre wurde Darchinger Fotokorrespondent für das Wochenmagazin Spiegel und die Zeitung Die Zeit in der Bundeshauptstadt Bonn. Dadurch gehörte er bei Auslandsreisen der Bundesregierung dem Tross mitreisender Fotografen an. Mit dem Umzug des Parlamentes und Teilen der Regierung nach Berlin in den 1990er Jahren zog sich Darchinger aus der Dokumentation des politischen Geschehens allmählich zurück.
Darchinger, der in seiner Heimatstadt Bonn lebte, veröffentlichte mehrere Fotobände über Bonner Politiker und Manager. Ein Großteil seines umfangreichen privaten Fotoarchivs ist heute Bestandteil des Archivs der sozialen Demokratie (AdsD) der Friedrich-Ebert-Stiftung. Der Ende Oktober 2007 übernommene Bestand zählt 1,6 Millionen Negative, 60.000 Positive und 30.000 Dias. Rund 800 Aufnahmen Darchingers von liberalen Politikern verwahrt das Archiv des Liberalismus der Friedrich-Naumann-Stiftung für die Freiheit.
Das Rheinische Landesmuseum in Bonn ehrte Darchinger im Jahr 1997 mit einer Ausstellung von 300 seiner Aufnahmen.
In einem Nachruf in der Süddeutschen Zeitung wurde Darchingers Wirken in die Tradition des Fotojournalisten Erich Salomon gesetzt: Darchinger habe „das arrangierte Porträt und den scheinbar zufälligen Schnappschuss“ ebenso beherrscht wie „das Festhalten der ungeplanten Geste“. Er sei „Chronist der Bonner Republik“ gewesen.
Seine Söhne Frank und Marc Darchinger sind ebenfalls Fotografen.

## Werke (Auswahl)
- Wirtschaftswunder[10], Fotoband mit Fotos aus den Jahren 1952 bis 1967, Taschen Verlag, Juni 2008, ISBN 978-3-8365-0019-7

## Auszeichnungen
- 1974: Bundesverdienstkreuz am Bande
- 1987: Erich-Salomon-Preis
- 1989: Bundesverdienstkreuz 1. Klasse